# Crinum trifidum
Crinum trifidum är en amaryllisväxtart som beskrevs av Inger Nordal. Crinum trifidum ingår i släktet Crinum, och familjen amaryllisväxter. Inga underarter finns listade i Catalogue of Life.